# 乳溢症
乳溢症，又稱溢乳症，指不在分娩或者哺乳期，乳頭发生无意识流出乳汁的现象。導致溢乳症的原因很多，可能是釋放泌乳激素調節不當、服用藥物、腦下垂體疾病、甲狀腺功能異常、腎衰竭、胸壁創傷、慢性乳房刺激等原因都會引起。乳溢症的发生几率为5%-32%，数据上的差异是由于乳溢症的不同定义导致的。乳溢症有时会发生在初生婴儿、青少年时期，甚至男性也有发生。